# Dysderina perarmata
Dysderina perarmata är en spindelart som beskrevs av Fage och Simon 1936. Dysderina perarmata ingår i släktet Dysderina och familjen dansspindlar.
Artens utbredningsområde är Kenya. Inga underarter finns listade i Catalogue of Life.